# No Other Choice
No Other Choice (어쩔 수가 없다?, Eojjeol suga eopdaLR, lett. "Non posso farci niente") è un film del 2025 diretto, co-prodotto e co-sceneggiato da Park Chan-wook. 
Il lungometraggio è tratto dal romanzo di Donald E. Westlake The Ax (1997), già adattato per il cinema con Cacciatore di teste (2005) di Costa-Gavras.

## Trama
Licenziato dopo 25 anni di onorato servizio, un uomo del ceto medio si spinge all'omicidio pur di trovare un lavoro in un mercato fin troppo competitivo.

## Promozione
Il trailer del film è stato pubblicato online il 22 luglio 2025.

## Distribuzione
Il film verrà presentato in anteprima all'82ª Mostra internazionale d'arte cinematografica di Venezia, venendo distribuito nelle sale cinematografiche sudcoreane a partire dal settembre 2025. La distribuzione italiana è fissata per il gennaio 2026 da parte di Lucky Red.

## Riconoscimenti
- 2025 - Mostra internazionale d'arte cinematografica
  - In concorso per il Leone d'oro